# Lombriasco
Lombriasco – miejscowość i gmina we Włoszech, w regionie Piemont, w prowincji Turyn.
Według danych na rok 2004 gminę zamieszkiwały 1004 osoby, 143,4 os./km².